# American Progress
American Progress est un tableau de John Gast réalisé en 1872. Il représente une allégorie de la Destinée manifeste. Grâce à sa production en estampes chromolithographiques, American Progress a été abondamment diffusée ; elle est désormais conservée au Autry Museum of the American West à Los Angeles.

## Description
American Progress est devenu un exemple fondateur de l'art occidental américain. Le tableau est une allégorie de la Destinée manifeste et de la Conquête de l'Ouest. La peinture de 29,2 × 40 cm a été commandée en 1872 par George Crofutt, un éditeur de guides de voyage américains occidentaux, pour sa revue Crofutt’s Western World, qu'il publicise en diffusant assez largement le tableau sous forme d'estampes chromolithographiques, et qui inclut une gravure du tableau,. Face à la grande quantité d'images de l'Ouest américain, Crofutt et Gast discutent de la composition, que Crofutt décrit ainsi :

« [...] belle et charmante femme [...] flottant dans les airs en direction de l'ouest, portant sur son front « l'Étoile de l'Empire » [...] Dans sa main droite, elle porte un livre [...] l'emblème de l'éducation et de [...] l'illumination nationale, tandis qu'avec la main gauche, elle déplie et étend les fils minces du télégraphe, destinés à faire briller l'intelligence dans tout le pays. »

La femme au centre est Columbia, une personnification des États-Unis, ici symbole de progrès ; sur sa tête se trouve ce que Crofutt appelle « L'Étoile de l'Empire ». Le progrès se déplace de la lumière provenant du ciel à l'est vers l'ouest, qui est sombre et perfide, conduisant les colons blancs qui la suivent à pied, à cheval, en diligence, conestoga, convois de diligences (en), ou en train à vapeur. Le progrès pose un fil télégraphique avec une main et porte un livre d'école dans l'autre. Alors que Columbia se déplace vers l'ouest, des peuples autochtones et un troupeau de bisons la fuient, alors que les colons progressent, exprimant l'inéluctabilité du progrès technologique.
American Progress décrit visuellement le processus d’expansion vers l’Ouest américain. La figure du progrès inaugure une ère de modernisation, de développement et de progression vers l’Ouest, décrite dans le tableau comme un lieu sombre et sauvage, en particulier par rapport à la partie orientale du tableau. Mais, avec l'avènement de ces développements, les peuples autochtones vivant en Occident et leur mode de vie sont exclus. Selon Martha A. Sandweiss, « [le tableau] permet de démontrer les moyens qu'ont les peintres pour se lancer dans de grands débats historiques, sur des stéréotypes culturels ou des idées politiques, en utilisant un vocabulaire que les spectateurs trouvent à la fois familier et convaincant. »